# 译吁宋
译吁宋，中国秦朝时期西瓯族群的首领。
在秦国统一六国建立秦朝之后，秦始皇派遣屠睢率领50万秦军分五路进攻百越地区，分五军守五岭，其中一路在今广西境内，遇到了西瓯族群的顽强抵抗，西瓯族群的首领译吁宋战死，西瓯人不肯屈服，逃入丛林推选出新的将领与秦军对抗。后来还发动夜袭大破秦军，将秦军统帅屠睢杀死。秦始皇派遣史禄修筑的灵渠竣工之后，粮草问题得到解决，秦始皇三十三年（前214年），始皇帝派遣赵佗率领秦军重新发动攻势，很快击溃了西瓯人的反抗，从而将岭南地区完全纳入了秦朝的版图。